# 미술탐험대
"미술탐험대"는 대한민국의 교육 애니메이션 시리즈로, 부산국제어린이영화제 
상영작인 "미미와 다다의 미술탐험대"의 정규 텔레비전 방송작이다.
주인공 집단과 적에 대한 대립, 미술과 마법을 소재로 한 작품으로, 2020년 9월 뽀롱뽀롱 뽀로로와 함께 키르기스스탄에 수출되었다.

## 등장인물/목소리 출연
- 지니(본명:현유진) - 장은숙
- 대니(본명:조성은) - 문선희
- 토토 - 전태열
- 그레이(본명:허지훈) - 박성태
- 이엔(본명:장은무) - 김은아
- 교장선생님(본명:강해윤) - 엄상현
- 담임선생님(본명:하초은) - 전태열
- 경비원(본명:정미서) - 정영웅
- 페로 - 엄상현
- 지니, 대니의 반 친구들
- 베이지(본명:허장) - 남도형
- 가이드(본명:강전우) - 엄상현
- 블랙(본명:김기현) - 양석정
- 스핑크스 - 최낙윤
- 마르스 - 임채헌

## 에피소드 목록
| 시즌 | 시즌 | 회수 | 방송 날짜       | 방송 날짜        |
| 시즌 | 시즌 | 회수 | 시즌 시작       | 시즌 종료        |
| ---- | ---- | ---- | --------------- | ---------------- |
|      | 1    | 26   | 2011년 8월 29일 | 2011년 11월 29일 |
|      | 2    | 26   | 2013년 8월 26일 | 2013년 11월 19일 |

### 편성 변경 목록

#### 2011년
- 추석 연휴로 인한 연기
- 9월 24일 연기

#### 2012년
- 설 연휴로 인한 연기
- 개편으로 편성 변경 (봄)
- 5월 6일 연기
- 개편으로 편성 변경 (가을)

#### 2014년
- 개편으로 편성 변경 (봄)
- 8월 13일 연기

#### 2015년
- 개편으로 편성 변경 (봄)
- 개편으로 편성 변경 (가을)